# Poliopastea coelebs
Poliopastea coelebs là một loài bướm đêm thuộc phân họ Arctiinae, họ Erebidae.